# كريبانط عملاق
كريبانط عملاق (الاسم العلمي:Cryptanthus giganteus) هو نوع من النباتات يتبع جنس الكريبانط من الفصيلة البروميلية.